# 이성당

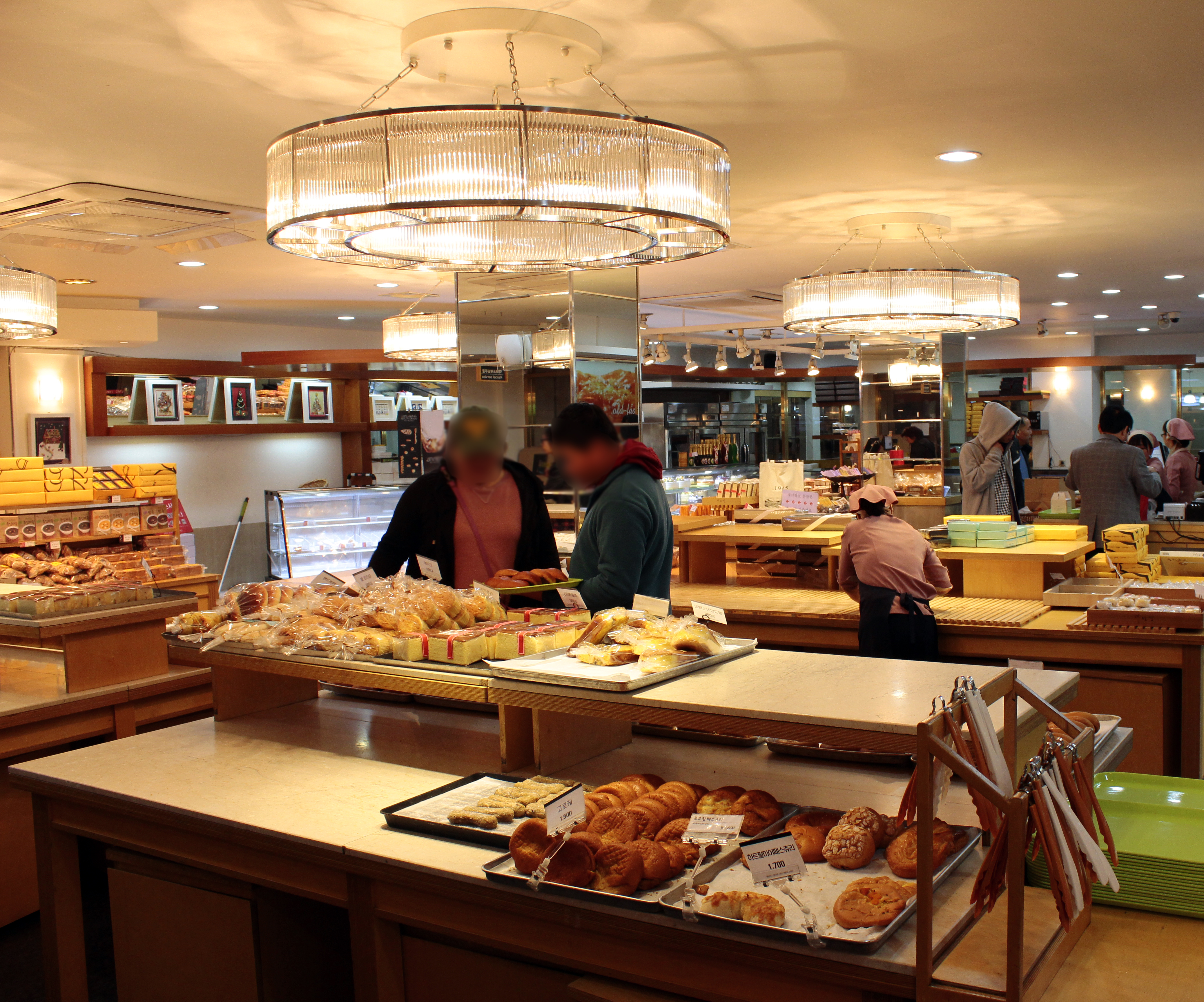
이성당 군산본점 내부

이성당(李盛堂)은 전북특별자치도 군산시 중앙로 177(중앙로1가)에 있는 제과점이다. 1920년대에 일본인이 '이즈모야'라는 화과자점으로 문을 열어 영업하다가, 1945년 해방 이후 한국인이 '이성당'이라는 상호명으로 바꾸어 단 이후 대한민국에서 현존하는 가장 오래된 빵집이다. 서울특별시 서초동에는 '햇쌀마루'라는 상호로 분점을 운영 중이며, 2013년 4월 15일부터 21일까지는 롯데백화점 본점에서 팝업스토어를 열기도 했다.